# Dabia
Dabia is een gemeente (commune) in de regio Kayes in Mali. De gemeente telt 15.200 inwoners (2009).
De gemeente bestaat uit de volgende plaatsen:
- Bandiongna
- Bindangalan
- Binéa
- Dabia
- Dandouko
- Diabarou
- Gombali
- Kantia
- Kolomba
- Mankouké
- Sékokoto-Mambam
- Sélingouma
- Sokondon